# Кеманкеш Кара Мустафа-паша
Кеманкеш Кара Мустафа-паша (1592 — 31 січня 1644) — великий османський військовий і державний діяч албанського походження, капудан-паша (17 жовтня 1635 — 22 грудня 1638), великий візир Османської імперії (23 грудня 1638 — 31 січня 1644).

## Біографія
Народився в місті Вльора (Албанія).
Отримав прізвисько внаслідок того, що був вправним стрільцем. Мустафа-паша, албанець за походженням, успішний державний діяч і воєначальник, був людиною, яка цілком зробила себе сама. Дослужившись від простого яничара до офіцера, він був призначений заступником командира яничарського корпусу (1634), а пізніше — і командиром (ага) яничар (1635).
У жовтні 1635 року Кеманкеш Кара-Мустафа був призначений капудан-пашою, тобто головнокомандувачем османського флоту.
У листопаді-грудні 1638 року він брав участь в облозі турецькою армією Багдада. Великим візиром Мустафа-паша став в самому прямому сенсі на полі бою. Після того, як попередній великий візир, Тяготлу Мехмед-паша, загинув під час Перської кампанії в грудні 1638 року при облозі Багдада, Мурад IV призначив на цей пост амбітного Мустафу-пашу, зробивши його відразу наймогутнішою людиною імперії. Це рішення принесло свої позитивні плоди: він був чудовим дипломатом і неймовірним політичним стратегом, адже саме завдяки його спритності османи зберегли за собою владу над містами Басра і Багдад, хоча поступалися Іранцям по потужності. Вміння блефувати і тримати себе під час переговорів зіграло свою роль. Однак влада штовхала досвідченого стратега на злочини. Кеманкеш Кара Мустафа Паша не хотів втрачати впливу і тому безжально і жорстоко позбавлявся всіх, хто виявляв себе на службі і в теорії міг претендувати на його місце.
9 лютого 1640 року султан Мурад IV (1623—1640) помер від хвороби, йому успадковував божевільний брат Ібрагім I (1640—1648). У правління нового султана Ібрагіма великий візир Кеманкеш Кара-Мустафа став де-факто володарем Османської імперії. Великий візир придушив заворушення, збалансував бюджет і скоротив чисельність армії: він продовжив реформи, розпочаті при Мураді IV. Кеманкеш Кара Мустафа скоротив чисельність яничарів і кавалеристів до 17 000 і 12 000 відповідно (велике наймане військо поглинала величезну кількість грошей з бюджету Османської імперії). Він зміцнив державну валюту і вимагав, щоб при внесенні сум і їх зняття з рахунків казначейства перевага віддавалася готівковій іноземній валюті, а не векселями, і ввів в обіг детально розроблену систему цін. Він також вжив заходів, спрямовані проти однієї із найскладніших проблем того часу: збільшення чисельності тих, хто, не представляючи явної цінності для держави, тим не менш отримував казенну платню.
Великий візир і валіде-султан не могли довго ладити, це було зрозуміло з самого початку (хоча в перший рік їхнього спільного правління навіть ходили чутки, що вони були у таємних любовних відносинах). І він, і вона були занадто сильними, незалежними та амбітними особистостями, так що їх конфлікт був лише питанням часу. До того ж, Мустафа-паша завжди був чесним, виконавчим служакою, що всіляко переслідував корупцію серед вищих чиновників Блискучої Порти. Чим «наступав на хвіст» Кесем-султан, для якої корупція була головним сенсом влади і засобом управління державою.
У 1642 році великий візир Кеманкеш Кара-Мустафа відбив Азов у донських козаків.

## Суперники
Головними його суперниками в палаці за часів султана Мурада були Силахдар Мустафа паша і Делі Хюсейн паша. Ці два суперника всіляко наговорювали султану, намагаючись відправити Кеманкеш пашу з палацу, але безуспішно. Після смерті Мурада, Кеманкеш паша залишився на посаді головного візира і позбувся своїх ворогів.
Якщо на початку правління Ібрагіма Кеманкеш Кара Мустафа-паша і Кьосем-султан діяли узгоджено й спільно, то з часом їх відносини загострилися.
У рік завоювання Азова, великий візир Кара Мустафа позбувся Силахдара Мустафи-паші, що був улюбленцем Мурада IV. Як фаворит султана Силахдар-паша був впливовий за правління Мурада і, дивлячись на смерть свого покровителя, зберіг позиції, налагодивши зв'язки з валіде-султан. Мустафа-паша повинен був одружитися з Ісміхан Каї-султан, і шлюб цей був спланований ще Мурадом. Великий візир був проти цього шлюбу, який робив Силахдара-пашу ще сильніше. Колишній наближений Мурада IV накопичив у дні фавору велике багатство. Крім іншого, він привласнював вісімдесят тисяч дукатів (щорічну данину Кіпра), які повинен був використовувати для утримання армії. Кара Мустафа-паша скористався нагодою і, звинувативши Мустафу-пашу перед султаном, добився страти. Багатства, накопичені Мустафою-пашею, знайшлися в його домі в Стамбулі. Валіде-султан захищала Силахдара Мустафу-пашу і цю страту сприйняла як виклик.

## Мечеть
Мечеть Кеманкеша Кари Мустафи в районі Каракьой побудована у 1642 році. Була названа мечеттю Одалар.
Сама мечеть невелика і, щоб потрапити в неї необхідно подолати крутий сходовий марш. Збудована мечеть була на руїнах храму Святого Антонія, який перестав діяти у 1606 році. На жаль, початкову мечеть спіткала та ж доля, і вона була відновлена через роки вже за часів правління султана Абдулхаміда II на заході Османської імперії.
Відновлювати мечеть зголосився італійський архітектор на ім'я Даранжо. У 2013 році будівля з нотками ар-нуво, знову ледве не стала жертвою пожежі. Під мінаретом розташовувалися дві порфірові брили пізньоримського періоду, які, на жаль, зникли в невідомому напрямку після реставраційних робіт 2008 року.

## Смерть
Великий візир Кара Мустафа-паша і Кьосем-Султан продовжували керувати всіма справами імперії протягом перших чотирьох років правління Ібрагіма. Чвари між Валіде Султан і Великим візиром з кожним роком ставали все сильніше.
Проти нього виступив тріумвірат в султанському палаці: валіде-султан Кесем-Султан (мати султана), цілитель Джинджи-ходжа і візир Султанзаде Мехмед-паша. Очолюваний валіде султан тріумвірат, став поширювати плітки проти візира. Кара Мустафа подавав прохання про відставку кожен раз, коли його починав критикувати султан, але султан відмовлявся задовольняти його прохання.
Всім разом їм вдалося переконати Ібрагіма, що великий візир ворог держави і особисто султана. Ібрагім не був занадто розумним і був відданий наказ про страту Мустафи-паші.
Кара Мустафа втік і сховався в своєму будинку. З шаблею в руці він до останнього боровся, але завдяки чисельності супротивників незабаром був переможений і задушений. Пізніше будинок паші обшукали. В його схованці знайшли 5 картин — портрети Кара Мустафи-паші і інших 4 візирів (в той час як мусульмани вважали будь-яке зображення людини нечестивим). Вважалося, що візир використовував ці картини для магічних ритуалів. Мавр, який нібито вчив його чаклунства, був спалений живцем.
31 січня 1644 року було оголошено, що Кара Мустафа помер від апоплексичного удару.

## Серіали
У серіалі «Величне століття: Нова володарка» роль Кеманкеша-паші зіграв актор Ісмаїл Демірджі.